# Shilongba Zhen
Shilongba Zhen (kinesiska: 石龙坝, 石龙坝镇) är en köping i Kina. Den ligger i provinsen Yunnan, i den sydvästra delen av landet, omkring 210 kilometer nordväst om provinshuvudstaden Kunming.
Genomsnittlig årsnederbörd är 1 136 millimeter. Den regnigaste månaden är juli, med i genomsnitt 345 mm nederbörd, och den torraste är mars, med 1 mm nederbörd.